# Mrtva kopriva
Mrtva kopriva (medić, mrtvica, mrtvača, kopriva divja; lat. Lamium nom. cons.), rod od oko 30-tak vrsta jednogodišnjeg raslinja i trajnica iz porodice Lamiaceae. Tipični je rod koji je porodici dao ime.
U Hrvatskoj raste nekoliko vrsta, među kojima bijela mrtva kopriva (L. album), mala ili obuhvatna mrtva kopriva ili širokolisni medić (L. amplexicaule), žuta mrtva kopriva (L. galeobdolon), garganska mrtva kopriva (L. garganicum), pjegava mrtva kopriva (L. maculatum), velika mrtva kopriva (L. orvala), grimizna mrtva kopriva (Lamium purpureum) i još neke.
Nekadašnji rod Lamiastrum, također je poznat kao mrtva kopriva, a njegova jedina vrsta uklopljena je u rod Lamium, L. galeobdolon (L.) L.

## Vrste
1. Lamium album L.
2. Lamium amplexicaule L.
3. Lamium argentatum (Smejkal) Henker ex G.H.Loos
4. Lamium bakhtiaricum Jamzad
5. Lamium bifidum Cirillo
6. Lamium bilgilii Celep
7. Lamium cappadocicum Celep & Karaer
8. Lamium caucasicum Grossh.
9. Lamium confertum Fr.
10. Lamium coutinhoi J.G.García
11. Lamium cyrneum Paradis
12. Lamium demirizii A.P.Khokhr.
13. Lamium eriocephalum Benth.
14. Lamium flavidum F.Herm.
15. Lamium flexuosum Ten.
16. Lamium galactophyllum Boiss. & Reut.
17. Lamium galeobdolon (L.) L.
18. Lamium garganicum L.
19. Lamium gevorense (Gómez Hern.) Gómez Hern. & A.Pujadas
20. Lamium glaberrimum (K.Koch) Taliev
21. Lamium hybridum Vill.
22. Lamium macrodon Boiss. & A.Huet
23. Lamium maculatum (L.) L.
24. Lamium montanum (Pers.) Hoffm. ex Kabath
25. Lamium moschatum Mill.
26. Lamium multifidum L.
27. Lamium orientale (Fisch. & C.A.Mey.) E.H.L.Krause
28. Lamium orvala L.
29. Lamium persepolitanum (Boiss.) Jamzad
30. Lamium ponticum Boiss. & Balansa
31. Lamium purpureum L.
32. Lamium taiwanense S.S.Ying
33. Lamium tomentosum Willd.
34. Lamium tschorochense A.P.Khokhr.
35. Lamium vreemanii A.P.Khokhr.
36. Lamium ×holsaticum Prahl
37. Lamium ×schroeteri Gams